# جوناثان إيدي
جوناثان إيدي (بالإنجليزية: Jonathan Eddy)‏ هو عسكري أمريكي، ولد في 1726 في نورتون في الولايات المتحدة، وتوفي في 1804 في مين في الولايات المتحدة.